# Клейковина
Клейковина або глютен (лат. gluten — клей) — група живильних білків, виявлених в насінні злакових рослин, особливо пшениці, жита, вівса і ячменю. Термін «клейковина» позначає білки фракції проламінів і глютелінів, причому велика частина клейковини припадає на частку перших. Вміст клейковини в пшениці, проламіни якої отримали назву гліадину, доходить до 80%.
Клейковина має велике значення в хлібопекарській промисловості, її вміст в борошні є чинником, що визначає такі характеристики тіста як пружність при змішуванні з водою, і служить критерієм визначення якості борошна. Клейковина сприяє одержанню пухких і пористих борошняних виробів. Для кожного сорту борошна його стандартом установлена середня кількість сирої клейковини — 20-30% від маси борошна. Вартість клейковини, відомої як «вітал-глютен», у світі становить 1200–1500 дол. США за тонну.
При спадковому дефекті у людей може розвинутися нестерпність до клейковини, що вимагає довічного дотримання дієти з повним виключенням всіх продуктів, що її містять. Вважається, що на алергію (ця форма алергії ще мало вивчена; симптомами є нудота, головний біль, слабкість) на клейковину страждає 6% мешканців США.
Зернові, котрі не містять клейковину: амарант, гречка, кукурудза, пшоно, індійська рисова трава, рис, дикий рис, теф, сорго, кіноа, монтина.  